# Shéphélah

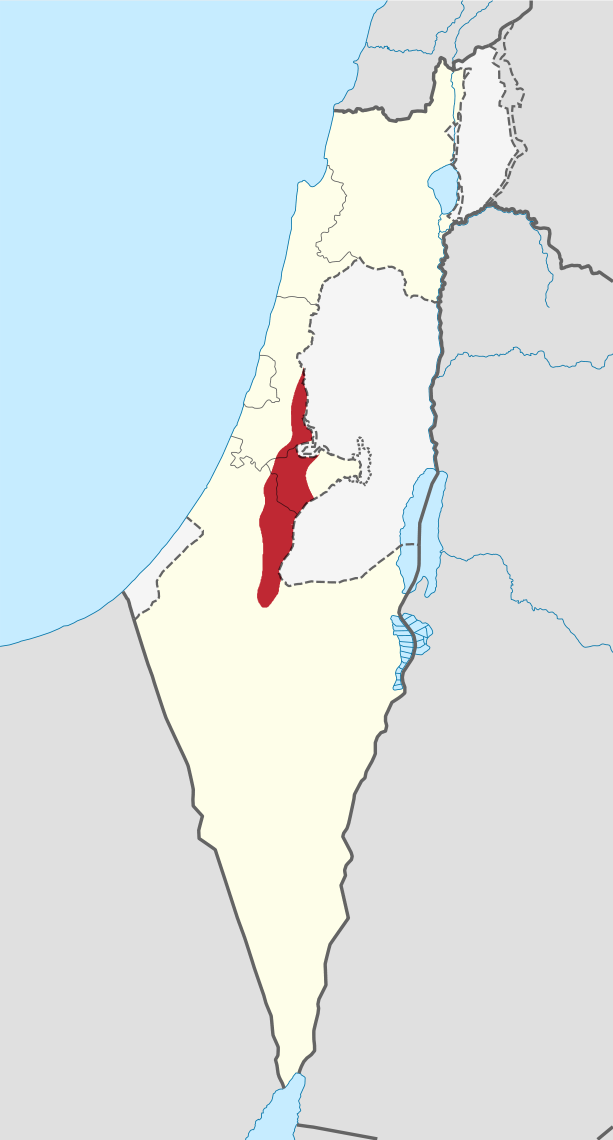
Carte de la Shéphélah.

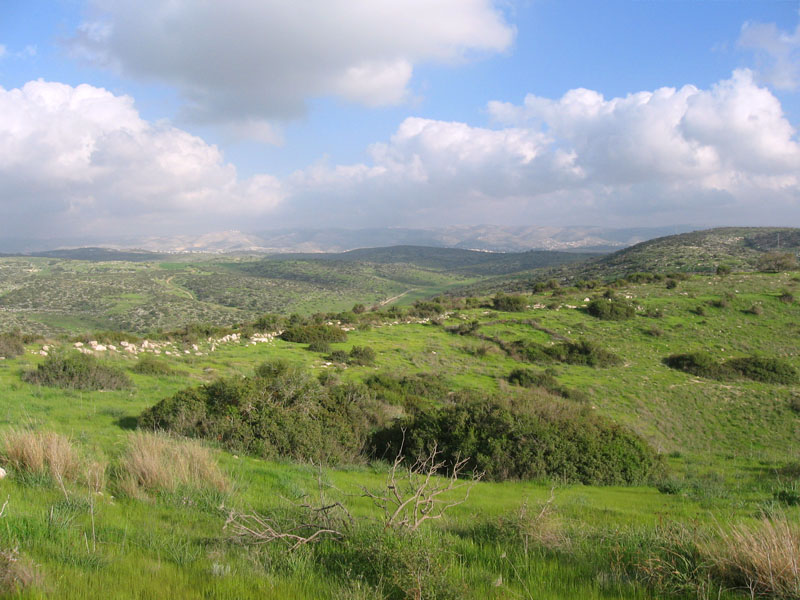
Campagne de la Shéphélah.

La Shéphélah, ou Shfelah (en hébreu - שְׁפֵלָת, en arabe - سفلى) c'est-à-dire « bas pays » - désigne la région de basses montagnes entre la ligne montagneuse centrale d'Israël et la plaine côtière de l'ancienne Philistie. Cette zone est fertile et d'un climat tempéré. Elle est délimitée à l'est par les monts de Judée, à l'ouest par la plaine côtière, au nord par le bord des montagnes de Samarie, à l'est par les villes d'Afek et de Rosh HaAyin, ainsi que la vallée de la Ayalon, et au sud par le nord du désert du Néguev, au niveau de la rivière Shiqmah. La Shéphélah s'étend sur 100 km et est large de 10 km à 15 km. Son altitude varie de 120 m à 450 m.

## Climat
Le climat du nord de la Shéphélah est plus froid et humide qu'au sud. Le niveau moyen des précipitations au sud est de 250 mm contre  500 mm à 600 mm au nord. La température annuelle moyenne est de 20 degrés Celsius. En général, il y règne une forte chaleur en été car l'air de la mer n'y arrive quasiment pas.

## Géologie
La caractéristique principale de la Shéphélah est la nature tendre de ses roches. Elle est constituée de roches crayeuses que recouvre une couche calcaire plus dure.

## Histoire
Dans le livre de Josué, la majeure part en est attribuée à la tribu de Juda.(env. 1400 av. J.-C. ?)
À l'Âge du Bronze (-3000 à -1200 ?), se sont développées des villes d'importance dans chaque vallée de la Shéphélah. Le bourg de Gezer servait de sentinelle à la vallée d'Ayalon. La vallée de Soreq et la vallée d'Elah étaient respectivement gardées par Timnah, Bet Shemesh et Azekah. Au sud, c'est Lakish qui gardait la vallée attenante. Ces postes stratégiques sont marqués par de nombreuses batailles. Les noms de ces villes sont mentionnées pour la première fois dans des textes égyptiens. À l'époque israélite, la région est décrite dans la Bible comme riche et propice à l'agriculture, contrairement à la région de Jérusalem. 
À partir du IXe siècle av. J.-C., le royaume de Juda établit deux centres administratifs majeurs dans les villes de Lakish et Bet Shemesh. Après l’invasion assyrienne et la destruction de Lakish par Sennachérib en -701, la Shéphélah est détachée du royaume de Juda et donnée aux cités philistines. Ce n’est qu’avec le retrait de l’Assyrie du Levant à partir  -645 que Juda essaie de reprendre le contrôle de la Shéféla.

## Sites d'intérêt
- le parc Rabin
- le parc Britania
- la grotte de Soreq, ou grotte d'Avshalom
- le parc national de Beth Govrin-Maréshah
- la forêt de Beth Shemen, une des plus grandes forêts du centre d'Israël.
- la forêt de Tsoréa